# Salt Creek Wilderness
Pour les articles homonymes, voir Salt Creek.
La Salt Creek Wilderness est une aire protégée américaine située dans le comté de Chaves, au Nouveau-Mexique. Cette Wilderness Area relevant de l'United States Fish and Wildlife Service s'étend sur 38,9 km2 centrés sur la section la plus septentrionale du Bitter Lake National Wildlife Refuge, qu'elle couvre presque entièrement et de laquelle elle déborde partiellement.